# Panisea zeylanica
Panisea zeylanica là một loài thực vật có hoa trong họ Lan. Loài này được (Hook.f.) Aver. mô tả khoa học đầu tiên năm 1988.